# *Péh₂usōn
*Péh₂usōn ("Protetor") foi um deus pastoral proto-indo-europeu que guardava estradas e rebanhos.   
Pode ter tido uma barba espessa e uma visão aguçada.   Também estava intimamente ligado a cabras ou cervos: Pã tem pernas de cabra, enquanto as cabras puxam o carro de Pūshān (ocasionalmente o animal também era a ele sacrificado).  

## História
A divindade foi pela primeira vez proposta pela sua associação entre o deus grego Pã e o deus védico Pūshān, identificado pela primeira vez em 1924 pelo linguista alemão Hermann Collitz.
As pequenas discrepâncias entre as duas divindades podem ser explicadas pela possibilidade de que muitos dos atributos originais de Pã tenham sido transferidos para Hermes,  o que sugere que os dois provavelmente eram originalmente a mesma divindade.  
De acordo com West, o reflexo pode ser pelo menos de origem greco-ariana : "Existe suficiente concordância entre Pūshān e Pan em relação ao nome e natureza — especialmente quando Hermes é visto como uma hipóstase de Pan — arrazorando a conclusão de que eles são reflexos paralelos de um deus prototípico de caminhos e atalhos, um guia na jornada, um protetor de rebanhos, um observador, alguém que pode subir qualquer encosta com a facilidade de uma cabra." 